# جان كلود بوولنجر
جان كلود بوولنجر (بالفرنسية: Jean-Claude Boulanger)‏ هو كاهن كاثوليكي فرنسي، ولد في 1 مارس 1945 في جورني في فرنسا.